# Bubi (peuple)
Pour les articles homonymes, voir Bubi.
Les Bubi sont une population d'Afrique centrale, autochtone de l'île de Bioko en Guinée équatoriale. Ils représentent environ 15% de la population et vivent essentiellement sur l’île de Bioko. Ce sont sûrement les premiers occupants de l’île et probablement originaires du Cameroun. La danse, la musique et le chant traditionnels, largement inspirés des cérémonies religieuses des Bubi, sont encore profondément enracinés, malgré l’impact du catholicisme.

## Ethnonymie
Selon les sources et le contexte, on rencontre de multiples variantes : Adeeyah, Adija, Bapubi, Bavuvi, Bibi, Bobe, Boobe, Booby, Boombe, Boubi, Boubis, Bube Ediya, Bube, Bubes, Bubis, Ediye, Fernandian, Fernandien, Pouvi, Povi, Pubi, Vouvi, Vouvis,  Vuvi.

## Langues
Ils parlent une langue bantoue, le bubi, dont le nombre de locuteurs était estimé à 40 000 en 1995. Le pidgin de Guinée équatoriale est également utilisé.